# Michael Cuming
Michael Cuming (Macclesfield, 18 december 1990) is een Engels wielrenner die anno 2018 rijdt voor Madison Genesis.
In 2012 werd Cuming Brits kampioen op de weg bij de beloften, een jaar later won hij de Ronde van Korea.

## Overwinningen
2012
 Brits kampioen op de weg, Beloften
2013
Eindklassement Ronde van Korea
2014
Proloog Mzansi Tour (ploegentijdrit)
5e etappe Ronde van Korea
2016
5e etappe New Zealand Cycle Classic

## Ploegen
- 2010 –  Team Raleigh
- 2012 –  Rapha Condor
- 2013 –  Rapha Condor JLT
- 2014 –  Rapha Condor JLT
- 2015 –  JLT Condor
- 2016 –  State of Matter/MAAP
- 2018 –  Madison Genesis

Appleby · Barras · Cuming · Fleeman · Handley · Holohan · Shand · Smith · Stewart
Atkins · Cuming · Gunman · Handley · Holmes · Horton · McEvoy · Mundy · Pym · Rowsell · Swift · van der Ploeg